# Chassalia coriacea
Chassalia coriacea är en måreväxtart som beskrevs av Bernard Verdcourt. Chassalia coriacea ingår i släktet Chassalia och familjen måreväxter.
Artens utbredningsområde är Mauritius.

## Underarter
Arten delas in i följande underarter:
- C. c. coriacea
- C. c. johnstonii